# بيني أندرسن
بيني أندرسن (ولد في 7 نوفمبر 1929 في فانجيدا)، وهو كاتب أغاني دنماركي وشاعر ومؤلف وملحن وعازف بيانو.

وقد نشر بيني أندرسن مجموعات شعرية، وقصص قصيرة، وروايات، ومقالات، وكتب للأطفال. كما كتب أيضاً الدراما التلفزيونية والمسرحية. وقد حاز جائزة اللغة الأم عام 1985.

## حياته المهنية

### طفولته
نشأ بيني أندرسن في منزل لأب ينتمي للطبقة العاملة، فقد كان والده عامل بناء، وعلى الرغم من أن ظروف الأسرة الاقتصادية كانت صعبة، وكان عليهم أن يتنقلوا 12 مرة خلال السنوات الأربع الأولى من عمر بيني أندرسن، كان من المهم جدا بالنسبة لهم أن بيني وشقيقه يحصلا على فرصهم في المستقبل بالاتجاه الذي يحبونه. وهكذا استثمرت العائلة في بيانو قبل أن يكمل بيني أندرسن عشر سنوات، وهكذا تعلم العزف في صباه.

وحتى في عمره الصغير قرأ بيني الكثير من الأعمال الهامة لكبار المفكرين بما فيهم سارتر، وبروست وكافكا.

وفي وقت لاحق، قال بيني أندرسن انه كان مشغولا جدا بالقراءة -في صباه- ربما لأنه كان يحاول العثور على هويته الفريدة، ولم يكن راغباً في أن يصاحب فتيان آخرين بالمدرسة: "لقد قرأت أشياء غامضة بلغاتها الأصلية، وبعضها لم أقم بفتحه منذ ذلك الحين. كان لي فترة مع كافكا وأهتممت فترة بدوستويفسكي..."

## وفاته
في السادس عشر من أغسطس توفى المؤلف والشاعر وعازف البيانو الدنماركي بيني أندرسن، في هدوء ودون أن يعاني من مرض ما. وهذا ما صرحت به زوجته إليزابيث إيمر Elisabeth Ehmer للصحف ووسائل الإعلام.

## روابط خارجية
- بيني أندرسن على موقع IMDb (الإنجليزية)
- بيني أندرسن على موقع ألو سيني (الفرنسية)
- بيني أندرسن على موقع ميوزك برينز (الإنجليزية)
- بيني أندرسن على موقع أول موفي (الإنجليزية)
- بيني أندرسن على موقع ديسكوغز (الإنجليزية)
- بيني أندرسن على موقع قاعدة بيانات الفيلم (الإنجليزية)
- بيني أندرسن على موقع كينوبويسك (الروسية)